# Drama-Gletscher
Der Drama-Gletscher (bulgarisch ледник Драма lednik Drama) ist ein 10 km langer und 1,5 km breiter Gletscher im westantarktischen Ellsworthland. In den Petvar Heights der südöstlichen Sentinel Range im Ellsworthgebirge fließt er nördlich des Carey- und des Gabare-Gletschers, östlich des ostnordöstlichen Ausläufers des Mount Landolt und südlich des Rasbojna-Gletschers in ostnordöstlicher Richtung, um das Gebirge nordöstlich des Long Peak zu verlassen.
US-amerikanische Wissenschaftler kartierten ihn 1988. Die bulgarische Kommission für Antarktische Geographische Namen benannte ihn 2010 nach der Ortschaft Drama im Südosten Bulgariens.